# Relaciones Bélgica-Chile
Las relaciones Bélgica-Chile son las relaciones internacionales entre el Reino de Bélgica y la República de Chile. Ellas se enmarcan dentro de las relaciones entre Chile y la Unión Europea.

## Historia
Las relaciones diplomáticas se establecieron en 1832, año en que Bélgica abrió un consulado en Valparaíso con el ánimo de iniciar una fluida relación comercial en aquella ciudad portuaria. El primer cónsul belga en Chile fue Amadeo Heiremans, mientras que el primer embajador residente en Santiago fue Reneé Guillaume, designado en 1953. En 1858, ambos países suscribieron un tratado de amistad y navegación, por el cual declararon la paz perpetua y libertad de comercio recíproca. En 1899, Bélgica y Chile firmaron un convenio de extradición, y posteriormente, en las décadas de 1930 y 1940, diversos acuerdos en materia comercial con la Unión Económica Belgo-Luxemburguesa.
El 15 de julio de 1992 se suscribió un acuerdo sobre promoción y protección de inversiones, celebrado entre la Unión Económica Belgo-Luxemburguesa y Chile, que entró en vigencia el 5 de agosto de 1999. En 1996 Bélgica y Chile suscribieron un convenio de seguridad social, y en 2007, un tratado para evitar la doble tributación y prevenir la evasión fiscal. En mayo de 2013, ambos países firmaron un memorándum de entendimiento en cooperación en investigación antártica.

### Visitas oficiales
Los siguientes mandatarios de Bélgica y Chile han realizado visitas de Estado:
- Presidente Patricio Aylwin a Bélgica en julio de 1992.
- Presidente Ricardo Lagos a Bélgica en septiembre de 2001.[6]
- Príncipe Felipe de Bélgica a Chile en diciembre de 2011
- Presidente Sebastián Piñera a Bélgica en noviembre de 2012.
- Presidenta Michelle Bachelet a Bélgica en junio de 2015.

## Relaciones comerciales
En el ámbito económico-comercial, las relaciones entre ambos países se enmarcan en el acuerdo de asociación entre Chile y la Unión Europea, vigente desde 2003. En 2022, el intercambio comercial entre ambos países ascendió a los 1 564 millones de dólares estadounidenses, lo que supuso un crecimiento promedio anual del 15% en los últimos cinco años. Los principales productos exportados por Chile fueron yodo, litio y molibdeno, mientras que aquellos exportados principalmente por Bélgica al país sudamericano fueron vacunas, papas congeladas y cerveza de malta.

## Misiones diplomáticas
- Bélgica tiene una embajada en Santiago de Chile.
- Chile tiene una embajada en Bruselas.

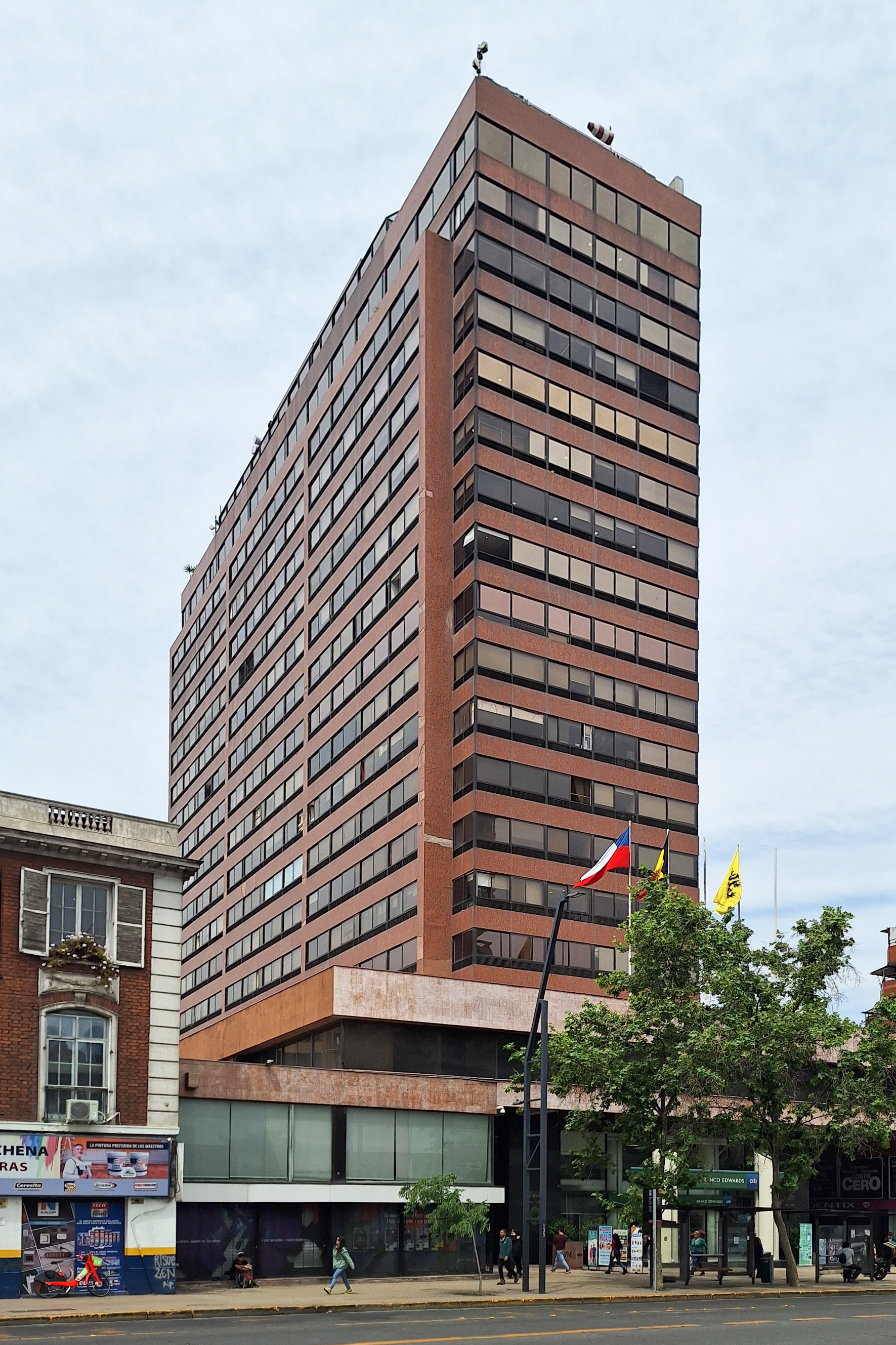
Embajada de Bélgica en Santiago de Chile
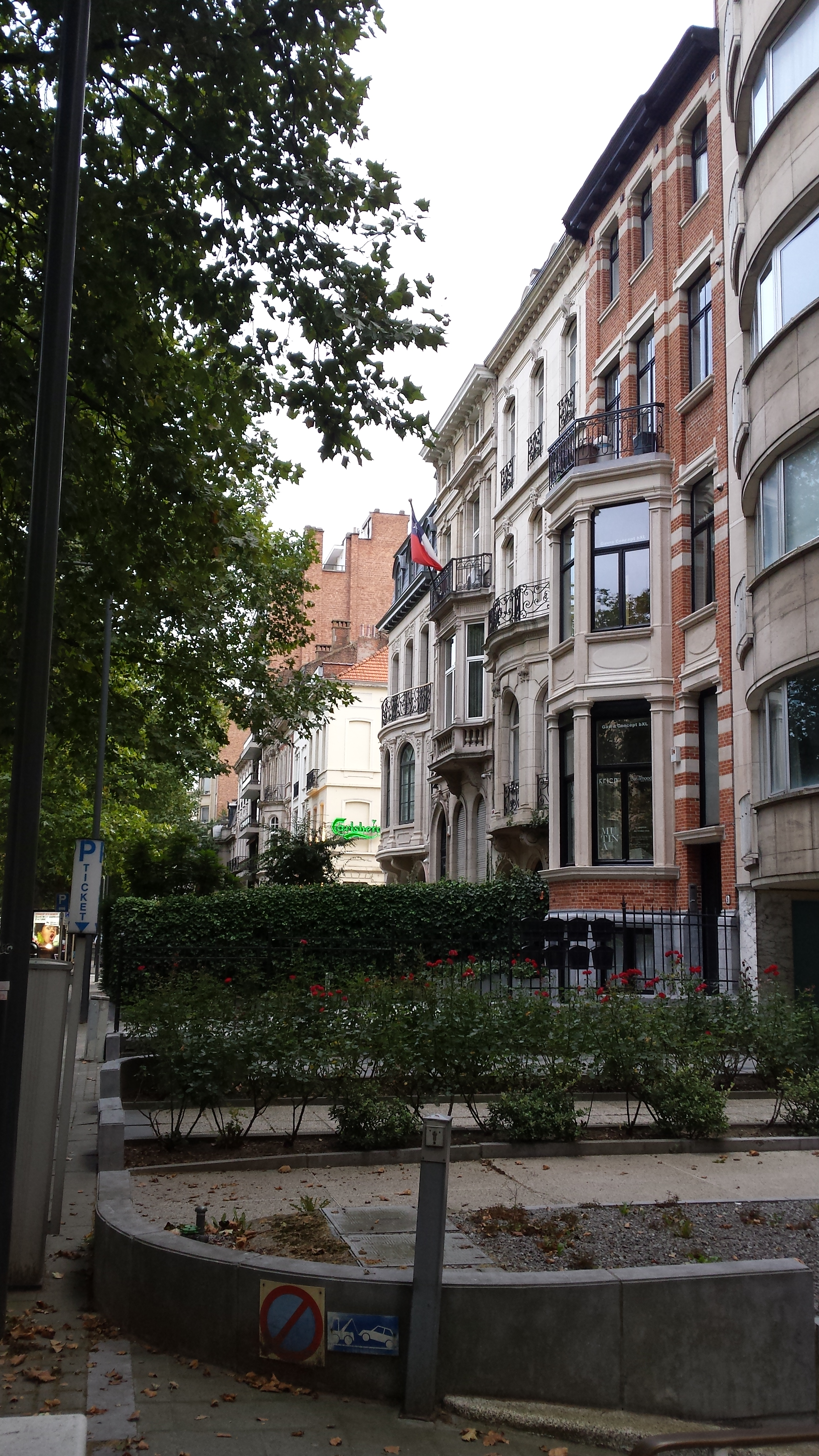
Embajada de Chile en Bruselas